# Barry Hertzog
James Barry Munnik Hertzog (ur. 3 kwietnia 1866 koło Wellington, zm. 21 listopada 1942 w Pretorii) – południowoafrykański polityk, w latach 1924–1939 premier Związku Południowej Afryki.

## Życiorys
Hertzog studiował prawo w Victoria College w Stellenbosch, a następnie w Amsterdamie. Tam też w 1892 uzyskał tytuł doktora. Później pracował w sądzie w Wolnym Państwie Oranii. W wojnach burskich uzyskał stopień generała. Był sygnatariuszem Traktatu z Vereeniging. W 1910 został ministrem sprawiedliwości w rządzie nowego państwa – Związku Południowej Afryki. W 1914 w wyniku rozłamu w Partii Południowoafrykańskiej utworzył nacjonalistyczną Partię Narodową. Ze względu na swoją ideologię zyskała ona duże poparcie wśród Burów, a to z kolei z doprowadziło ją do zwycięstwa w wyborach parlamentarnych w 1924, po których Hertzog został premierem. Jego rząd zaakceptował Statut Westminsterski w 1931. Trzy lata później Partia Narodowa połączyła się z Partią Południowoafrykańską Jana Smutsa w Partię Jedności, w której stanowisko przewodniczącego zachował Hertzog. Był przeciwnikiem przystąpienia RPA do wojny przeciw III Rzeszy, więc zrezygnował z fotela premiera, na którym zastąpił go Smuts.
Imię otrzymał na cześć irlandzkiego chirurga, Jamesa Barry`ego, który przeprowadził pierwsze udane cesarskie cięcie w Afryce.